# Phaenacropista
Phaenacropista is een geslacht van vlinders van de familie bladrollers (Tortricidae), uit de onderfamilie Tortricinae.

## Soorten
- P. compsa Diakonoff, 1983
- P. cremnotoma (Meyrick, 1936)